# Amazon Luna
Amazon Luna es un servicio de juegos en la nube desarrollado y operado por Amazon. Anunciado el 24 de septiembre de 2020, Amazon Luna tiene +100 juegos diferentes a dia de hoy, tendrá un precio de lanzamiento de 9,99€ al mes y es impulsado por AWS. El servicio de transmisión tiene integración con Twitch y estará disponible en PC, Mac, Amazon Fire TV e iOS. Amazon se ha asociado con Ubisoft para crear un canal de juegos exclusivo de Luna, que dará a los suscriptores de Luna acceso a los títulos de Ubisoft el mismo día que se publiquen.
Se lanza como competencia de Google Stadia, PlayStation Now de Sony y xCloud de Microsoft.